# Sanctuaire Suwa
Un sanctuaire Suwa (諏訪神社, Suwa-jinja) est un type de sanctuaire shinto à la tête duquel se trouve le Suwa-taisha. Il existe au Japon quelque 10 000 de ces sanctuaires, dont seulement 2 500 environ sont officiellement reconnus.

## Sanctuaires Suwa renommés
- Akita Suwa-gū (秋田諏訪宮?), Misato, préfecture d'Akita
- Suwa-jinja (諏訪神社?), Hamamatsu, préfecture de Shizuoka
- Suwa-jinja (鎮西大社諏訪神社?), Nagasaki, préfecture de Nagasaki
- Suwa-jinja, Iida, préfecture de Nagano
- Suwa-jinja, Fukaya, préfecture de Saitama
- Suwa-jinja, Tachikawa, Tokyo
- Suwa-jinja, Ōta, Tokyo
- Suwa-jinja, Tama, Tokyo
- Suwa-jinja, Shiroi, préfecture de Chiba
- Suwa-jinja, Chigasaki, préfecture de Kanagawa
- Suwa-jinja, Takatsu-ku, Kawasaki, préfecture de Kanagawa
- Suwa-jinja, Shibata, préfecture de Niigata
- Suwa-jinja, Uozu, préfecture de Toyama
- Suwa-jinja, Hakuba, préfecture de Nagano
- Suwa-jinja, Isshiki, préfecture d'Aichi
- Suwa-jinja, Yokkaichi, préfecture de Mie
- Suwa-jinja, arrondissement Jōtō-ku d'Ōsaka
- Suwa-jinja, arrondissement Chūō-ku de Kōbe
- Suwa-jinja, arrondissement Suma-ku de Kōbe
- Suwa-jinja, Chizu, préfecture de Tottori
- Suwa-jinja, Minamiōsumi, préfecture de Kagoshima